# Carlos Martín Torres
Carlos Martín Torres (n. 1947) es un político argentino, que ocupó el cargo de Gobernador del Territorio Nacional de Tierra del Fuego, territorio por el cual fue Diputado Nacional, en donde se destaca la presentación del proyecto de ley para la provincialización de aquel territorio.

## Trayectoria
Fue Diputado Nacional por Tierra del Fuego desde 1984 hasta 1989, cuando renunció porque el presidente Carlos Menem lo designó Gobernador de aquel territorio. En 1984 había presentado el proyecto para provincializar Tierra del Fuego, el primero de varios que se sucederían.
Durante su gestión se sancionó la ley que convertía en provincia a Tierra del Fuego. Fue Convencional Constituyente para la redacción de la Constitución de Tierra del Fuego, creada en 1991 durante su mandato.
El 17 de enero de 1991 fue desplazado del cargo por Menem, a raíz de una crisis económica y política por pagos adeudados a empleados públicos que generaron la derrota del Partido Justicialista en las elecciones a convencionales.